# Alessandra Mele
Alessandra Mele (művésznevén: Alessandra, Savona, 2002. szeptember 5. – ) olasz–norvég énekesnő. Ő képviselte Norvégiát a 2023-as Eurovíziós Dalfesztiválon, Liverpoolban, a Queen of Kings című dalával, ahol az ötödik helyen végzett.

## Magánélete
Savonában született, Cisano sul Neva városában nőtt fel, édesapja olasz, édesanyja norvég származású. 2021-ben középiskolai tanulmányai után költözött családjával Norvégiába, hogy közelebb lehessen norvég rokonaihoz, és egyúttal, hogy zenei karrierjére összpontosítson. Nyíltan vállalja biszexualitását, eurovíziós versenydala is erről szól.

## Pályafutása
2022-ben jelentkezett a norvég The Voice hetedik évadába.
2023. január 4-én az NRK bejelentette, hogy az énekesnő résztvevője a 2023-as Melodi Grand Prix norvég eurovíziós nemzeti döntőnek. Queen of Kings című versenydalát a január 14-i első elődöntőben adta elő először, ahonnan sikeresen továbbjutott a döntőbe. A február 4-én rendezett döntőben a nemzetközi zsűri és a nézők szavazatai alapján megnyerte a válogatóműsort, így ő képviselheti hazáját az Eurovíziós Dalfesztiválon. Először a május 9-én rendezett első elődöntőben versenyzett, ahonnan továbbjutott a május 13-i döntőbe, és az ötödik helyen végzett.

## Diszkográfia

### Kislemezek
- Queen of Kings (2023)
- Pretty Devil (2023)